# Club de Yates de Mission Bay
El Club de Yates de Mission Bay (Mission Bay Yacht Club en idioma inglés y oficialmente) es un club náutico ubicado en la orilla occidental de la bahía de Mission Bay, en San Diego (California), Estados Unidos. 

## Historia
Fue fundado en 1927 al sur de Pacific Beach y desde su fundación ha destacado por su actividad en clases monotipo de vela ligera. Recientemente recibió el premio de la Federación de Vela de los Estados Unidos (United States Sailing Association) al mejor club de monotipos ("US Sailing One-Design Club Award").

## Flotas
Tiene flotas de Finn, Laser, Snipe, Soling, Sunfish, Lightning, 505, Thistle, MC Scow, Lido 14, Victory, Sabot, Multicascos y Cruceros.

### Snipe
Forma parte de la flota 495 de la SCIRA, la de San Diego, junto con el Club de Yates de San Diego y el Club de Yates del Coronado. Ganó 3 veces el campeonato del mundo:
- 1969, Earl Elms & Mike Shear
- 1971, Earl Elms & Craig Martin
- 1981, Jeff Lenhart & Pat Muglia

y organizó el mundial de 1997.